# 89-es trolibusz (Budapest)
A budapesti 89-es jelzésű trolibusz az Orczy tér és az Üllői út között közlekedett 2007. május 14-étől 2010. május 21-éig. A viszonylatot a Budapesti Közlekedési Zrt. üzemeltette.

## Története
A 89-es trolijáratot a 4-es metró Fővám téri és Kálvin téri építési munkálatai miatt a nem üzemelő 83-as trolibusz helyettesítése miatt vezették be. Emellett egy 83-as trolipótló busz is járt, amelynek egy megállóval hosszabb volt az útvonala. A járat 2009 augusztusáig közlekedett volna[forrás?] a Szabó Ervin téri terelés miatt, azonban 2009. augusztus 31. és szeptember 20. között újra közlekedett.
2009. szeptember 21-től október 20-ig ideiglenesen ismét szünetelt a forgalom a vonalon, mivel a Kálvin téren nem tudtak a trolik megfordulni a 4-es metró építése miatt.
2010. május 21-én üzemzáráskor megszűnt a 89-es trolibusz, május 22-én üzemzáráskor a 83-as trolipótló busz is, helyét az újrainduló Orczy tér és Fővám tér között közlekedő 83-as trolibusz vette át.

## Járművek
A vonalon kezdetben Ikarus 280T trolibuszok közlekedtek, melyeket 2010 áprilisában a Ganz-Solaris Trollino 12–A típusúak váltottak fel.

## Útvonala
| Üllői út felé |
| Orczy tér vá. – Baross utca – Kálvin tér – Üllői út – Üllői út vá.                                               |
| Orczy tér felé                                                                                                   |
| Üllői út vá. – Üllői út – Szabó Ervin tér – Baross utca – Kálvária tér – Csobánc utca – Orczy út – Orczy tér vá. |

## Megállóhelyei
| 0  | Orczy tér végállomás | 12 | 9, 83, 217E 24, 28, 62 |
| ∫  | Orczy út             | 11 | 9, 83, 217E            |
| ∫  | Csobánc utca         | 10 | 83, 99                 |
| 2  | Kálvária tér         | 9  | 9, 83, 99              |
| 3  | Koszorú utca         | 8  | 9, 83                  |
| 4  | Horváth Mihály tér   | 7  | 9, 83                  |
| 6  | József körút         | 5  | 9, 83 4, 6             |
| 9  | Szentkirályi utca    | 2  | 9, 83                  |
| 11 | Üllői út végállomás  | 0  | 9, 15, 83 47, 49       |